# 제미니호 피랍 사건
제미니호 피랍 사건은 2011년 4월 30일, 한국인 선원들이 타고 있던 싱가포르 국적의 선박 '제미니호' 가 소말리아 해적들에게 피랍당한 사건이다.

## 개요
2011년 4월 30일 대한민국 국적 선원 4명과 외국 국적 선원 21명 총 25명의 선원이 타고 있던 싱가포르 국적의 선박 제미니호가 소말리아 해적에 의해 케냐에 피랍된 사건. 당시 소말리아 해적에게 피랍된 제미니호의 다른 국적 선원 21명은 그 해 11월 말 피랍 7개월 만에 선박 회사와 해적들 간의 금전적 협상을 통해 풀려났다. 나머지 4명의 한국인 선원들은 2012년 12월 1일에서야 피랍된지 1년 7개월만에 풀려났다.

## 납치 선원 신분
선장 박현열 57세

기관장 김형언 57세

1등 항해사 이건일 63세

기관사 이상훈 58세

## 진행 상황
<해적들의 협상조건>
- 초기 요구: 당초 해적측은 인질들의 몸값은 물론 우리 군에 의해 아덴만 작전에서 체포돼 국내로 이송된 해적의 석방까지 석방 조건으로 요구
- 현재 협상 조건: 현재는 국내 수감 중인 해적들에 대한 석방은 요구 조건에서 제외하고 싱가포르 선사측이 제시하고 있는 몸값과 수배 차이가 나는 금액을 요구 중

<선원들의 건강상태>
- 2012년 10월 8일 저녁 7시경, 4명 모두 같이 지내고 있으며

건강상태는 양호 하다고 납치선원 김형언씨로부터 온 전화로 확인

## 대한민국 정부의 엠바고 요청
외교통상부는 선원들이 소말리아 내륙으로 피랍된 직후 외교통상부 출입기자단에 해적과의 몸값 협상과 선원들의 안전을 위해 보도유예를 요청했고 기자들은 이를 받아들였다. 하지만 2012년 8월24일 미디어오늘과 시사인의 보도를 시작으로 제미니호 피랍 사건이 대중에게 알려지게 됐고, 8월31일에는 서울경제 지면에 민주통합당 전병헌 의원이 제미니호 피랍 사건과 관련한 칼럼을 기재했다. 

9월 4일에는 KBS(추적60분)'제미니호'편이 방송 하루 전 불방되며 논란을 낳았고, 5일에는 CBS(김미화의 여러분)에서 제미니호 사건을 취재한 시사인 허은선 기자와의 인터뷰를 통해 대중에게 전달했다. 또 6일에는 경남도민일보가 지면에서 사건과 관련된 소식을 전했다. 

이처럼 제미니호 관련 보도가 지속적으로 이어지자 외교통상부출입기자단 소속 기자들은 제미니호 소식을 보도하기로 합의했고 선원들이 피랍된지 500일째가 되던 9월10일 연합뉴스를 시작으로 일제히 보도에 나섰다.

## 제미니호 선원 4명 전원 석방
2012년 12월 1일 소말리아 해적에게 장기 피랍된 싱가포르 선적 제미니호의 한국인 선원 4명이 피랍 1년 8개월 만에 전원 석방됐다.
이들은 청해부대 헬기로 링스헬기로 구조되었으며 현재 청해부대의 군함인 강감찬함에승선해 3일 오전 인근 국가의 안전 지역으로 이동했다.
열악한 환경속에서 버텨온 선원 4명은 건강검진 결과 건강상 큰 문제가 없는 것으로 나왔으나 장시간 열악한 상황에 노출된 결과 피부병이 심하고
해적들에게 협박을 받은 것에 대해 스트레스가 심한 것으로 밝혀졌다.

## 같이 보기
- 소말리아의 해적
- 아덴만 여명 작전
- 삼호주얼리호 피랍 사건

## 관련 자료
- KBS추적60분 <소말리아 피랍 500일, 저희를 잊지 말아주세요> 2012.9.12 방영분

## 참고 자료
- 박일근 / 2011년 7월 16일 / 소말리아 해적 "생포해적 석방하라" 요구[깨진 링크(과거 내용 찾기)] / 한국일보 / 2012년 10월 14일 확인

- 박일근 / 2011년 12월 2일 / 소말리아 해적, 한국 선원 4명만 계속 억류[깨진 링크(과거 내용 찾기)] / 한국일보 / 2012년 10월 14일 확인

- 정아란 / 2012년 9월 10일 / 최장 기록 '제미니호 피랍사건' 일지[깨진 링크(과거 내용 찾기)] / 연합뉴스 / 2012년 10월 12일 확인

- 김광수 / 2012년 9월 11일 / 제미니호 선원 4명 한달전에 연락 끊겨[깨진 링크(과거 내용 찾기)] / 한국일보 / 2012년 10월 14일 확인

- 홍인기 / 2012년 10월 9일 / "피랍 선원들 구해주세요"[깨진 링크(과거 내용 찾기)] / 한국일보 / 2012년 10월 12일 확인

- 송정훈 / 2011년 5월 3일 / 외교부 "피랍 선박 연락 없어, 긴밀하게 대처" / 머니투데이 / 2012년 10월 14일 확인

- 심재현 / 2011년 7월 16일 / 소말리아 해적 "한국인 인질과 동료 맞교환" / 머니투데이 / 2012년 10월 14일 확인

송정훈 / 2012년 9월 10일 / 피랍 500일 제미니호 선원..석방 여전히 요원 / 머니투데이 / 2012년 10월 12일 확인
- 문수인 / 2011년 12월 1일 / 소말리아 해적`납치 선원`풀어주면서 한국인만 다시 억류 / 매일경제/ 2012년 10월 13일 확인

- 서유진 / 2012년 10월 8일 / "7월 이후 제미니호 선원들, 가족에게 연락 없어"[깨진 링크(과거 내용 찾기)]/ 매일경제 / 2012년 10월 13일 확인
- 강종민 / 2012년 12월 3일 /제미니호 선원 4명 석방 "짐승처럼 지냈다. 너무너무 감사하다" / 노컷뉴스 / 2012년 12월 3일 확인